# Ulrik Kragh
Ulrik Kragh (født 14. januar 1970), ingeniør og politiker, forhenværende medlem af Folketinget for Venstre.
Født 14. januar 1970 i Vejle, søn af spildevandsoperatør Erik Kragh og laborant Tove Kragh.
Folkeskole 1976-85. Mat. fys. student Horsens Statsskole 1988. Bygningsingeniør Horsens Teknikum 1994.
Projektleder i KP-Maskiner & Produktion A/S Kjellerup 1994-95. Projektleder i ABC Stål og Coating A/S Rødekro 1995-98 og afdelingschef for stålkonstruktioner, transportanlæg og totalentrepriser i Sønderjyllands Maskinfabrik A/S 1998-2001.
Medlem af byrådet i Horsens Kommune valgt for Venstre 1994-98 og fra 2002. Medlem af bestyrelsen for Energi Horsens Amba, for EH Energi A/S og Energi Danmark A/S.
Han blev midlertidigt medlem af Folketinget for Vejle Amtskreds 16. marts-7.maj 1999 og 13. jan.-27. marts 2000. Medlem af Folketinget for Vejle Amtskreds 4. febr.-20. nov. 2001. Medlem af Folketinget for Søndre Storkreds fra 20. nov. 2001. Forsvarspolitisk ordfører for Venstre, medlem Folketingets Energipolitiske Udvalg og næstformand i Folketingets Boligudvalg fra 2001. Medlem af NATO Parlamentary Assembly ligeledes fra 2001. Ulrik Kragh blev ikke genvalgt ved Folketingsvalget i 2005, men genindtrådte i Tinget 9. januar 2007 som suppleant for Jens Rohde.
Partiets kandidat Horsenskredsen 1995-98 og i Christianshavns- og Amagerbrokredsen fra 28. maj. 2001.
Kommitteret for Hjemmeværnet siden 1. januar 2005.
Ulrik Kragh har siden 2015 været direktør for UdviklingVejen.

## Ekstern kilde/henvisning
- Ulrik Kragh på Folketingets hjemmeside  . Dato: 21. juli 2003.